# Anemia espiritosantensis
Anemia espiritosantensis é uma planta pertencente a família da Anemiaceae descrita pela primeira vez no ano de 1946, pelo botânico alemão Alexander Curt Brade.

## Taxonomia

### Descrição
A espécie foi descrita pela primeira vez no ano de 1946, pelo botânico alemão Alexander Curt Brade. A espécie é endêmica do estado do Espírito Santo e tem como altitude ideal os setecentos metros de altura, originária da Mata Atlântica.

## Conservação
Segundo dados do Centro Nacional de Conservação da Flora (CNCFLORA),devido a história devastação sofrida na região, a planta foi incluída no ano de 2005 na lista de espécies ameaçadas de extinção do estado do Espírito Santo.

## Distribuição
Segundo dados levantados pelos pesquisadores do Jardim Botânico do Rio de Janeiro, a espécie é endêmica do estado do Espírito Santo, presente na Mata Atlântica da região.